# باشگاه فوتبال رئال مادرید در فصل ۲۲–۲۰۲۱
باشگاه فوتبال رئال مادرید که موفق‌ترین باشگاه تاریخ فوتبال اسپانیا و همچنین لیگ قهرمانان اروپا است، در فصل ۲۰۲۲–۲۰۲۱ در لا لیگا، کوپا دل ری و لیگ قهرمانان اروپا حضور دارد و به رقابت با حریفان می‌پردازد. همچنین رئال مادرید در سوپر جام اسپانیا نیز شرکت خواهد کرد. این فصل صد و نوزدهمین سال فعالیت رئال مادرید و نود و یکمین حضور متوالی این تیم در بالاترین سطح فوتبال اسپانیا است. 
هدایت کهکشانی‌ها در این فصل را کارلو آنچلوتی مربی باتجربه ایتالیایی برعهده دارد. علاوه براین فصل ۲۲–۲۱ اولین فصلی است که سرخیو راموس و همچنین رافائل واران در ترکیب سفید های مادریدی حضور ندارند.
| لقب‌(ها) | Los Blancos (سفیدها) Los Galácticos (کهکشانی‌ها) Los Águilas (عقاب‌ها) Los Merengues (خامه‌ای‌ها) Los Vikingos (وایکینگ‌ها) La Casa Blanca (خانه سفید) |

## خلاصه

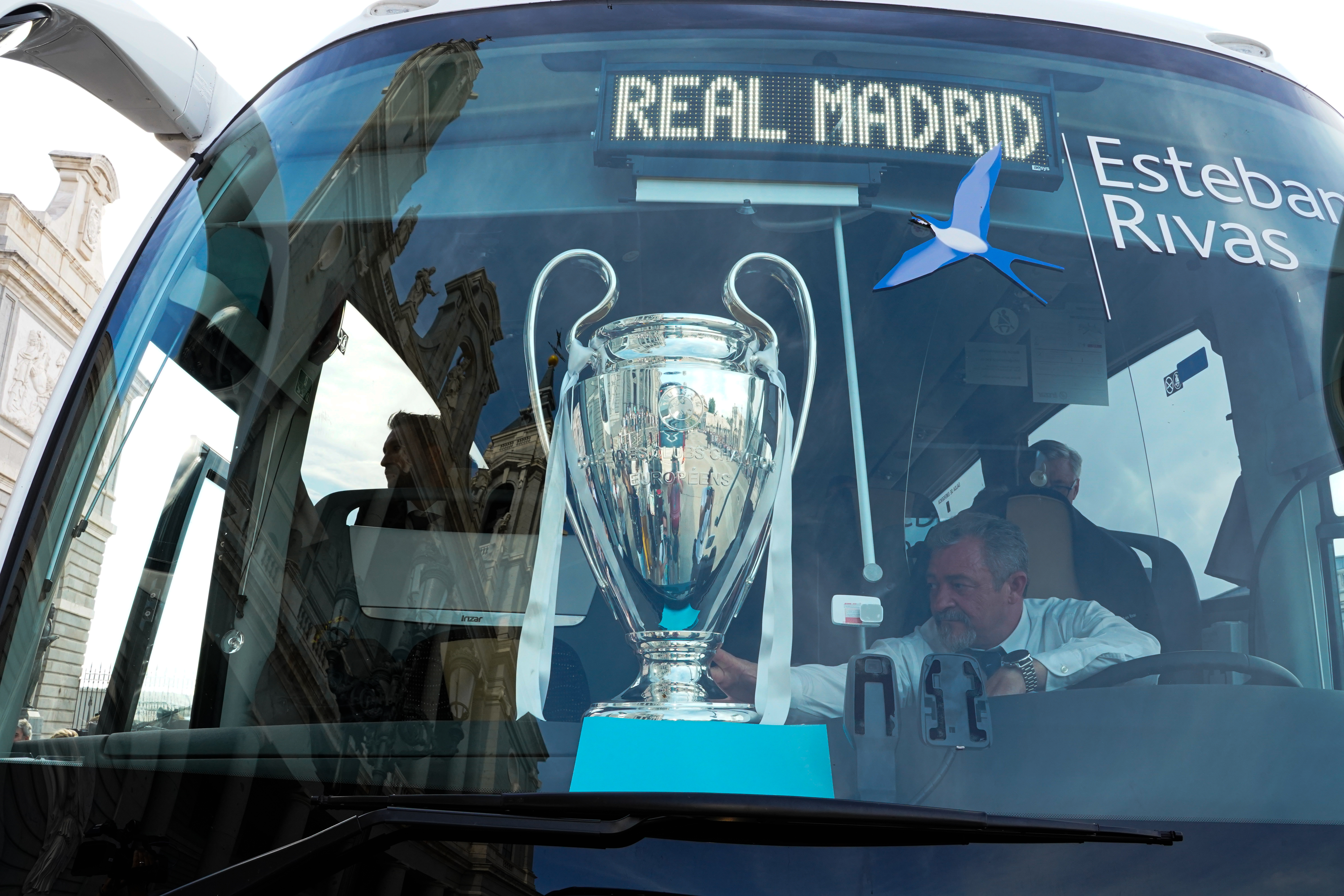
رئال مادرید لیگ قهرمانان و جام های لیگ را به ویرجین آلمودنا پیشنهاد می کند.

### پیش فصل
در ۲۷ مه، پس از پایان فصل ۲۱–۲۰۲۰، زین‌الدین زیدان اعلام کرد که از سرمربیگری رئال مادرید کناره گیری خواهد کرد. روز بعد داوید آلابا به صورت رایگان از بایرن مونیخ و با عقد قراردادی ۵ ساله به رئال مادرید پیوست. کارلو آنچلوتی در ۱ ژوئن به‌عنوان سرمربی به باشگاه برگشت، زیرا قبلاً کارلتو در سال‌های ۲۰۱۳ تا ۲۰۱۵ هدایت رئال را بر عهده داشته است. در ۱۶ ژوئن، باشگاه اعلام کرد که سرخیو راموس پس از ۱۶ سال، باشگاه را ترک می‌کند.

### اوت
اولین بازی فصل در ۱۴ اوت با نتیجه ۴–۱ مقابل دپورتیوو آلاوس به پیروزی رسید. کریم بنزما دو گل و سایر گل‌ها را ناچو و وینیسیوس جونیور به ثمر رساندند. رافائل واران در همان روز رئال مادرید را ترک کرد و به منچستر یونایتد پیوست. در ۲۰ اوت، مارتین اودگارد باشگاه را ترک کرد و به آرسنال پیوست. دو گل از وینیسیوس و یک گل از گرت بیل باعث شد رئال مادرید در تساوی ۳–۳ مقابل لوانته در ۲۲ اوت، یک امتیاز به‌دست آورد. شش روز بعد، یک گل از دنی کارواخال در پیروزی یک گله مقابل رئال بتیس سه امتیاز را برای رئال مادرید کسب کرد. در ۳۱ اوت، ادواردو کاماوینگا با انتقال از رن به باشگاه پیوست.

### سپتامبر
هتریک بنزما، ضربه وینیسیوس و اولین گل کاماوینگا باعث شد رئال مادرید در ۱۲ سپتامبر ۵–۲ مقابل سلتاویگو پیروز شود، این اولین بازی رئال مادرید در ورزشگاه سانتیاگو برنابئو در ۵۶۰ روز پس از بازسازی‌های این گسترده این ورزشگاه بود. سه روز بعد، گل دیرهنگام رودریگو منجر به پیروزی رئال مادرید درمقابل اینتر میلان در لیگ قهرمانان اروپا شد. در ۱۹ سپتامبر، دو گل دیرهنگام بنزما و وینیسیوس باعث پیروزی ۲–۱ رئال مادرید مقابل والنسیا شد. سه روز بعد، مایورکا با هتریک مارکو آسنسیو و گلزنی بنزما و ایسکو، با نتیجه ۶–۱ شکست خورد. بازی خانگی مقابل ویارئال در ۲۵ سپتامبر با تساوی بدون گل به پایان رسید. در ۲۸ سپتامبر، رئال مادرید در لیگ قهرمانان اروپا با نتیجه ۱–۲ شکستی خانگی مقابل شریف تیراسپول متحمل شد، جایی که بنزما یک ضربه پنالتی را به گل تبدیل کرد تا گل تساوی لحظه‌ای را به ثمر برساند.

## نقل و انتقالات
در فصل جدید و در فصل نقل و انتقالات رئال مادرید بازیکنانی چون داوید آلابا و ادوارد کاماوینگا را به خدمت گرفت و برخی بازیکنان نیز با پایان قراردادهای قرضی؛ مانند گرت بیل، لوکا یوویچ، خسوس وایخو و دنی سبایوس به تیم خود بازگشتند. 
| تاریخ          | پ  | نام بازیکن        | نوع انتقال         |
| -------------- | -- | ----------------- | ------------------ |
| ۱ ژوئن ۲۰۲۱    | DF | داوید آلابا       | بازیکن آزاد        |
| ۱ ژوئن ۲۰۲۱    | DF | خسوس وایخو        | پایان قراداد قرضی  |
| ۱ ژوئن ۲۰۲۱    | MF | دنی سبایوس        | پایان قرارداد قرضی |
| ۱ ژوئن ۲۰۲۱    | FW | لوکا یوویچ        | پایان قرارداد قرضی |
| ۱ ژوئن ۲۰۲۱    | FW | گرت بیل           | پایان قرارداد قرضی |
| ۳۱ اوت ۲۰۲۱    | MF | ادواردو کاماوینگا | ۳۱ میلیون یورو     |
| ۱۳ ژانویه ۲۰۲۲ | FW | بورخا مایورال     | فسخ قرارداد قرض    |

رئال مادرید خروجی‌های مهم و نسبتا زیادی داشت که اصلی‌ترین آنها جدایی سرخیو راموس و رافائل واران پس از حضور بیش از یک دهه آنها در رئال مادرید بود. بازیکنانی چون مارتین ادگارد و رافائل واران به تیم‌های آرسنال و منچستر یونایتد ترانسفر شدند و براهیم دیاز، تاکفوسا کوبو و آلوارو اودریزولا به‌صورت قرضی از رئال مادرید جدا شدند. 
| تاریخ          | پ  | نام بازیکن       | نوع انتقال  | مبلغ   | تیم مقصد       |
| -------------- | -- | ---------------- | ----------- | ------ | -------------- |
| ۱ ژوئیه ۲۰۲۱   | DF | سرخیو راموس      | بازیکن آزاد | -      | پاری سن ژرمن   |
| ۱۹ ژوئیه ۲۰۲۱  | MF | براهیم دیاز      | انتقال قرضی | -      | آ.ث. میلان     |
| ۱۱ اوت ۲۰۲۱    | MF | تاکفوسا کوبو     | انتقال قرضی | -      | مایورکا        |
| ۱۴ اوت ۲۰۲۱    | DF | رافائل واران     | انتقال قطعی | ۴۰ م.ی | منچستر یونایتد |
| ۲۰ اوت ۲۰۲۱    | MF | مارتین اودگارد   | انتقال قطعی | ۴۰ م.ی | آرسنال         |
| ۲۸ اوت ۲۰۲۱    | DF | آلوارو اودریزولا | انتقال قرضی | -      | فیورنتینا      |
| ۱۳ ژانویه ۲۰۲۲ | FW | بورخا مایورال    | انتقال قرضی |        | ختافه          |

همچنین شماری از بازیکنان رئال مادرید قراردادهای خود را در مدت‌های مختلف با باشگاه تمدید کردند. 
| تاریخ         | پ  | نام بازیکن     | مدت تمدید | پایان قرارداد |
| ------------- | -- | -------------- | --------- | ------------- |
| ۸ ژوئیه ۲۰۲۱  | DF | ناچو فرناندز   | ۲ سال     | ۲۰۲۳          |
| ۲۹ ژوئیه ۲۰۲۱ | DF | دنی کارواخال   | ۳ سال     | ۲۰۲۵          |
| ۱۶ اوت ۲۰۲۱   | GK | تیبو کورتوا    | ۴ سال     | ۲۰۲۶          |
| ۲۰ اوت ۲۰۲۱   | FW | کریم بنزما     | ۲ سال     | ۲۰۲۳          |
| ۲۴ اوت ۲۰۲۱   | MF | فدریکو والورده | ۲ سال     | ۲۰۲۷          |
| ۲۷ اوت ۲۰۲۱   | MF | کاسمیرو        | ۲ سال     | ۲۰۲۵          |

## بازیکنان
| ش  | پست        | ملیت            | بازیکن                      | به‌زبان روسی        | سن | بازی | گل | هزینه انتقال   | یادداشت           |
| -- | ---------- | --------------- | --------------------------- | ------------------ | -- | ---- | -- | -------------- | ----------------- |
| ۱  | دروازه بان | بلژیک           | تیبو کورتوا                 | Тибо Куртуа        | ۲۹ | ۱۵۹  | ۰  | ۳۵ میلیون یورو |                   |
| ۲  | مدافع      | اسپانیا         | دنی کارواخال                | Дани Карвахал      | ۳۰ |      |    |                | انتقال از کاستیا  |
| ۳  | مدافع      | برزیل           | ادر میلیتائو                | Элер Милитао       | ۲۴ |      |    |                |                   |
| ۴  | مدافع      | اتریش           | داوید آلابا                 | Давил Алаба        | ۲۹ |      |    |                |                   |
| ۵  | مدافع      | اسپانیا         | خسوس وایخو                  | Хесус Вальехо      | ۲۵ |      |    |                |                   |
| ۶  | مدافع      | اسپانیا         | ناچو (کاپیتان سوم)          | Начо               | ۳۲ |      |    |                |                   |
| ۷  | مهاجم      | بلژیک           | ادن هازارد                  | Элен Азар          | ۳۱ |      |    |                |                   |
| ۸  | هافبک      | آلمان           | تونی کروس                   | Тони Кроос         | ۳۲ |      |    |                |                   |
| ۹  | مهاجم      | فرانسه          | کریم بنزما (کاپیتان دوم)    | Карим Бензема      | ۳۴ |      |    |                |                   |
| ۱۰ | هافبک      | کرواسی          | لوکا مودریچ (کاپیتان چهارم) | Лука Модрич        | ۳۶ |      |    |                |                   |
| ۱۱ | هافبک      | اسپانیا         | مارکو آسنسیو                | Марко Асеисио      | ۲۶ |      |    |                |                   |
| ۱۲ | مدافع      | برزیل           | مارسلو                      | Марсело            | ۳۳ |      |    |                | ملیت دوم: اسپانیا |
| ۱۳ | دروازه بان | اوکراین         | اندری لونین                 | Аидреи Дунин       | ۲۲ |      |    |                |                   |
| ۱۴ | هافبک      | برزیل           | کاسمیرو                     | Каземиро           | ۲۹ |      |    |                | ملیت دوم: اسپانیا |
| ۱۵ | هافبک      | اروگوئه         | فدریکو والورده              | Федерико Вальверде | ۲۳ |      |    |                | ملیت دوم: اسپانیا |
| ۱۶ | مهاجم      | صربستان         | لوکا یوویچ                  | Лука Йович         | ۲۴ |      |    |                |                   |
| ۱۷ | هافبک      | اسپانیا         | لوکاس واسکز                 | Лукас Васкез       | ۳۰ |      |    |                | انتقال از کاستیا  |
| ۱۸ | مهاجم      | ولز             | گرت بیل                     | Гарет Бейл         | ۳۲ |      |    |                |                   |
| ۱۹ | هافبک      | اسپانیا         | دنی سبایوس                  | Дани Себальос      | ۲۵ |      |    |                |                   |
| ۲۰ | مهاجم      | برزیل           | وینیسیوس جونیور             | Винисиус Жуниор    | ۲۱ |      |    |                | ملیت دوم: اسپانیا |
| ۲۱ | مهاجم      | برزیل           | رودریگو                     | Родриго            | ۲۱ |      |    |                |                   |
| ۲۲ | هافبک      | اسپانیا         | ایسکو                       | Иско               | ۲۹ |      |    |                |                   |
| ۲۳ | مدافع      | فرانسه          | فرلان مندی                  | Ферлан Менди       | ۲۶ |      |    |                |                   |
| ۲۴ | مهاجم      | جمهوری دومینیکن | ماریانو                     | Мариано            | ۲۸ |      |    |                | انتقال از کاستیا  |
| ۲۵ | هافبک      | آنگولا          | ادواردو کاماوینگا           | Эдуадо Камавинга   | ۱۹ |      |    |                |                   |

آخرین بروزرسانی ۲۳ ژانویه ۲۰۲۲
به ترتیب شماره
منبع: realmadrid.com

## لباس‌ها
- تولیدکننده: آدیداس
- اسپانسر: هواپیمایی امارات

| لباس اول · ۰ | لباس دوم · ۰ | لباس سوم · ۰ | ال‌کلاسیکو · (۲۰ مارس ۲۰۲۲) |

## پیش-فصل و دوستانه
| ۱۱ ژوئیه ۲۰۲۱ دوستانه                       | رئال مادرید                | ۳–۱   | فوئنلابرادا | مادرید                                          |
| ۱۸:۰۰ ساعت تابستانی اروپای مرکزی            | چوست · اودگارد · ماریانو · | گزارش |             | ورزشگاه: ورزشگاه آلفردو دی استفانو تماشاگران: ۰ |
| یادداشت: این بازی پشت درهای بسته برگزار شد. |                            |       |             |                                                 |

| ۱۸ ژوئیه ۲۰۲۱ دوستانه                       | رئال مادرید     | ۱–۱   | رایو وایکانو      | مادرید                                          |
| ۲۰:۰۰ ساعت تابستانی اروپای مرکزی            | ایسکو پنالتی' · | گزارش | چوست (گل‌به‌خودی) · | ورزشگاه: ورزشگاه آلفردو دی استفانو تماشاگران: ۰ |
| یادداشت: این بازی پشت درهای بسته برگزار شد. |                 |       |                   |                                                 |

| ۲۵ ژوئیه ۲۰۲۱ دوستانه            | رنجرز                         | ۲–۱   | رئال مادرید                         | گلاسکو، اسکاتلند                                                      |
| ۱۹:۰۰ ساعت تابستانی اروپای مرکزی | ساکالا ۵۵' · سدریک ایتن ۷۷' · | گزارش | رودریگو ۸' · ناچو فرناندز '۴۲ '۷۵ · | ورزشگاه: ورزشگاه ایبروکس تماشاگران: ۱۲،۷۵۰ داور: ویل کالوم (اسکاتلند) |

| ۸ اوت ۲۰۲۱ دوستانه               | رئال مادرید | ۰–۰   | میلان | کلاگنفورت، اتریش                                      |
| ۱۸:۳۰ ساعت تابستانی اروپای مرکزی | بیل '۴۱ ·   | گزارش |       | ورزشگاه: ورزشگاه هایپو-آرنا داور: والتر آلتمن (اتریش) |

## مسابقات

### بررسی اجمالی
| رقابت              | اولین بازی      | آخرین بازی     | شروع دور        | جایگاه نهایی  | آمار | آمار | آمار | آمار | آمار | آمار | آمار | آمار  |
| رقابت              | اولین بازی      | آخرین بازی     | شروع دور        | جایگاه نهایی  | بازی | ب    | ت    | ش    | گ‌ز   | گ‌خ   | ت‌گ   | % برد |
| ------------------ | --------------- | -------------- | --------------- | ------------- | ---- | ---- | ---- | ---- | ---- | ---- | ---- | ----- |
| لا لیگا            | ۱۳ اوت ۲۰۲۱     | ۲۲ مه ۲۰۲۲     | هفته اول        | برنده         | ۲۹   | ۲۰   | ۶    | ۳    | ۵۹   | ۲۵   | ۳۴+  | ۰۶۹   |
| کوپا دل ری         | ۵ ژانویه ۲۰۲۲   | ۳ فوریه ۲۰۲۲   | یک‌شانزدهم نهایی | یک‌چهارم نهایی | ۳    | ۲    | ۰    | ۱    | ۵    | ۳    | ۲+   | ۰۶۷   |
| سوپر کاپ اسپانیا   | ۱۲ ژانویه ۲۰۲۲  | ۱۶ ژانویه ۲۰۲۲ | نیمه‌نهایی       | برنده         | ۲    | ۲    | ۰    | ۰    | ۵    | ۲    | ۳+   | ۱۰۰   |
| لیگ قهرمانان اروپا | ۱۵ سپتامبر ۲۰۲۱ |                | مرحله گروهی     | برنده         | ۸    | ۶    | ۰    | ۲    | ۱۷   | ۵    | ۱۲+  | ۰۷۵   |
| مجموع              | مجموع           | مجموع          | مجموع           | مجموع         | ۴۲   | ۳۰   | ۶    | ۶    | ۸۶   | ۳۵   | ۵۱+  | ۰۷۱   |

منبع: Soccerway

### لا لیگا

#### جایگاه در جدول
| رتبه | تیم             | بازی | برد | مساوی | باخت | گل زده | گل خورده | گل تفاضل | امتیاز | صعود یا سقوط                    |
| ---- | --------------- | ---- | --- | ----- | ---- | ------ | -------- | -------- | ------ | ------------------------------- |
| ۱    | رئال مادرید (C) | ۳۸   | ۲۶  | ۸     | ۴    | ۸۰     | ۳۱       | ۴۹+      | ۸۶     | صعود به مرحله‌گروهی لیگ قهرمانان |
| ۲    | بارسلونا        | ۳۸   | ۲۱  | ۱۰    | ۷    | ۶۸     | ۳۸       | ۳۰+      | ۷۳     | صعود به مرحله‌گروهی لیگ قهرمانان |
| ۳    | اتلتیکو مادرید  | ۳۸   | ۲۱  | ۸     | ۹    | ۶۵     | ۴۳       | ۲۲+      | ۷۱     | صعود به مرحله‌گروهی لیگ قهرمانان |
| ۴    | سویا            | ۳۸   | ۱۸  | ۱۶    | ۴    | ۵۳     | ۳۰       | ۲۳+      | ۷۰     | صعود به مرحله‌گروهی لیگ قهرمانان |
| ۵    | رئال بتیس       | ۳۸   | ۱۹  | ۸     | ۱۱   | ۶۲     | ۴۰       | ۲۲+      | ۶۵     | صعود به مرحله‌گروهی لیگ اروپا    |

1. ↑  از آنجایی که برنده کوپا دل ری ۲۲–۲۰۲۱، یعنی رئال بتیس، در حال حاضر بر اساس رتبه خود در لیگ واجد شرایط رقابت های اروپایی است، سهمیه لیگ اروپا که به رتبه پنجم لیگ اعطا می‌شد به تیم ششم تعلق می‌گیرد. سهمیه لیگ کنفرانس اروپا نیز که به تیم ششم اعطا می‌شد به تیم هفتم تعلق می‌گیرد.

#### روند هفته به هفته
| هفته    | ۱ | ۲ | ۳ | ۴ | ۵ | ۶ | ۷ | ۸ | ۹ | ۱۰ | ۱۱ | ۱۲ | ۱۳ | ۱۴ | ۱۵ | ۱۶ | ۱۷ | ۱۸ | ۱۹ | ۲۰ | ۲۱ | ۲۲ | ۲۳ | ۲۴ | ۲۵ | ۲۶ | ۲۷ | ۲۸ | ۲۹ | ۳۰ | ۳۱ | ۳۲ | ۳۳ | ۳۴ | ۳۵ | ۳۶ | ۳۷ | ۳۸ |
| ------- | - | - | - | - | - | - | - | - | - | -- | -- | -- | -- | -- | -- | -- | -- | -- | -- | -- | -- | -- | -- | -- | -- | -- | -- | -- | -- | -- | -- | -- | -- | -- | -- | -- | -- | -- |
| زمین    | ب | ب | ب | خ | ب | خ | خ | ب | ب | خ  | ب  | خ  | ب  | خ  | خ  | ب  | خ  | خ  | ب  | ب  | خ  | خ  | خ  | ب  | خ  | ب  | خ  | ب  | خ  | ب  | خ  | ب  | ب  | خ  | ب  | خ  | ب  | خ  |
| دستاورد | پ | م | پ | پ | پ | پ | م | ش | پ | م  | پ  | پ  | پ  | پ  | پ  | پ  | پ  | م  | پ  | ش  | پ  | م  | پ  | م  | پ  | پ  | پ  | پ  | ش  |    |    |    |    |    |    |    |    |    |
| جایگاه  | ۱ | ۳ | ۱ | ۱ | ۱ | ۱ | ۱ | ۱ | ۱ | ۱  | ۱  | ۱  | ۱  | ۱  | ۱  | ۱  | ۱  | ۱  | ۱  | ۱  | ۱  | ۱  | ۱  | ۱  | ۱  | ۱  | ۱  | ۱  | ۱  | ۱  | ۱  |    |    |    |    |    |    |    |

زمین: ب = بیرون از خانه، خ = داخل خانه. دست‌آورد: پ = پیروزی، ش = شکست، م = مساوی، ع = به تعویق افتاده.

#### جزئیات بازی‌ها
مسابقات لیگ در ۳۰ ژوئن ۲۰۲۱ اعلام شد. 
| ۱۴ اوت ۲۰۲۱ ۱                    | آلاوس                           | ۱–۴   | رئال مادرید                                                         | بیتوریا                                                             |
| ۲۲:۰۰ ساعت تابستانی اروپای مرکزی | گارسیا '۳۵ · خوسلو ۶۵' (پنالتی) | گزارش | بنزما ۴۸'، ۶۲' · بیل '۵۳ · ناچو ۵۶' · کورتوا '۶۴ · وینیسیوس ۲+۹۰' · | ورزشگاه: ورزشگاه مندیزوروتسا تماشاگران: ۳،۹۶۸ داور: سزار سوتو گرادو |

| ۲۲ اوت ۲۰۲۱ ۲                    | لوانته                                                                       | ۳–۳   | رئال مادرید                                                 | والنسیا                                                                     |
| ۲۲:۰۰ ساعت تابستانی اروپای مرکزی | کلرک '۲۸ · ملرو '۴۱ · راجر ۴۶' · کامپانیا ۵۷' '۵۸ · روبر ۷۹' · فرناندز '۸۷ · | گزارش | بیل ۵' · میلیتائو '۵۸ · وینیسیوس ۷۳'، ۸۵' · رودریگو '۲+۹۰ · | ورزشگاه: ورزشگاه سیوداد والنسیا تماشاگران: ۹،۸۳۷ داور: گیرمو کوادرا فرناندز |

| ۲۸ اوت ۲۰۲۱ ۳                    | رئال بتیس                                           | ۰–۱   | رئال مادرید                                            | سویل                                                                             |
| ۲۲:۰۰ ساعت تابستانی اروپای مرکزی | فکیر '۲۳ پزلا '۴۳ کانالس '۴۴ رویبال '۴۵ مونتویا '۵۹ | گزارش | گوتیرز '۴۳ · کارواخال ۶۱' · هازارد '۸۰ · کازمیرو '۹۰ · | ورزشگاه: ورزشگاه بنیتو ویامارین تماشاگران: ۲۲،۵۹۰ داور: الخاندرو هرناندز هرناندز |

| ۱۲ سپتامبر ۲۰۲۱ ۴                | رئال مادرید                                                                  | ۵–۲   | سلتاویگو                                                  | مادرید                                                                             |
| ۲۱:۰۰ ساعت تابستانی اروپای مرکزی | بنزما ۲۴'، ۴۶'، ۸۷' (پنالتی) · ناچو '۳۲ · وینیسیوس ۵۴' '۵۵ · کاماوینگا ۷۲' · | گزارش | مینا ۴' · سروی ۳۱' · موریو '۴۳ · سولاری '۶۳ · آراخو '۶۳ · | ورزشگاه: ورزشگاه سانتیاگو برنابئو تماشاگران: ۱۹،۸۷۴ داور: خوزه ماریا سانچز مارتینز |

| ۱۹ سپتامبر ۲۰۲۱ ۵                | والنسیا                    | ۱–۲   | رئال مادرید                                                                                         | والنسیا                                                              |
| ۲۱:۰۰ ساعت تابستانی اروپای مرکزی | پائولیستا '۳۹ · دورو ۶۶' · | گزارش | کازمیرو '۴۵+۴ · ناچو '۵۶ · رودریگو '۸۱ · وینیسیوس ۸۶' '۲+۹۰ · بنزما ۸۸' · ادواردو کاماوینگا '۳+۹۰ · | ورزشگاه: ورزشگاه مستایا تماشاگران: ۲۶،۶۸۹ داور: پابلو گونزالس فونرتس |

| ۲۲ سپتامبر ۲۰۲۱ ۶                | رئال مادرید                                                                 | ۶–۱   | مایورکا             | مادرید                                                                |
| ۲۲:۰۰ ساعت تابستانی اروپای مرکزی | بنزما ۳'، ۷۸' · آسنسیو ۲۴'، ۲۹'، ۵۵' · رودریگو '۴۷ · ناچو '۶۷ · ایسکو ۸۴' · | گزارش | لی ۲۵' · بابا '۵۷ · | ورزشگاه: سانتیاگو برنابئو تماشاگران: ۲۰،۱۱۳ داور: خاویر البرولا روخاس |

| ۲۵ سپتامبر ۲۰۲۱ ۷                | رئال مادرید  | ۰–۰   | ویارئال             | مادرید                                                            |
| ۲۱:۰۰ ساعت تابستانی اروپای مرکزی | وینیسیوس '۴۰ | گزارش | کوکلین '۵۵ گومز '۷۰ | ورزشگاه: سانتیاگو برنابئو تماشاگران: ۲۳۹۸۵ داور: خسوس خیل مانزانو |

| ۳ اکتبر ۲۰۲۱ ۸                   | اسپانیول                                          | ۲–۱   | رئال مادرید                 | بارسلونا                                                              |
| ۱۶:۱۵ ساعت تابستانی اروپای مرکزی | امباربا '۱۱ · دی‌توماس ۱۷' · ویدال ۶۰' · گیل '۷۹ · | گزارش | کاماوینگا '۲۹ · بنزما ۷۱' · | ورزشگاه: ورزشگاه آرسی‌دی‌ئی تماشاگران: ۲۳۳۷۷ داور: گیرمو کوادرا فرناندز |

| ۲۴ اکتبر ۲۰۲۱ ۹                  | بارسلونا                  | ۱–۲   | رئال مادرید                          | بارسلونا                                                        |
| ۱۶:۱۵ ساعت تابستانی اروپای مرکزی | پیکه '۵۸ · آگوئرو ۷+۹۰' · | گزارش | آلابا ۳۲' · مندی '۸۰ · وازکز ۴+۹۰' · | ورزشگاه: نیوکمپ تماشاگران: ۸۶۴۲۲ داور: خوزه ماریا سانچز مارتینز |

| ۲۷ اکتبر ۲۰۲۱ ۱۰                 | رئال مادرید   | ۰–۰   | اوساسونا         | مادرید                                                           |
| ۲۱:۳۰ ساعت تابستانی اروپای مرکزی | کاماوینگا '۲۸ | گزارش | اونای گارسیا '۱۵ | ورزشگاه: سانتیاگو برنابئو تماشاگران: ۳۵۶۱۹ داور: سزار سوتو گرادو |

| ۳۰ اکتبر ۲۰۲۱ ۱۱                 | الچه                               | ۱–۲   | رئال مادرید         | الچه                                                                                    |
| ۱۴:۰۰ ساعت تابستانی اروپای مرکزی | رائول گوتی '۸ '۶۳ · پیر میلا ۸۶' · | گزارش | وینیسیوس ۲۲'، ۷۳' · | ورزشگاه: ورزشگاه مانوئل مارتینز والرو تماشاگران: ۲۳۰۱۰ داور: ریکاردو د بورگوس بنگوئتشیا |

| ۶ نوامبر ۲۰۲۱ ۱۲        | رئال مادرید                | ۲–۱   | رایو وایکانو                             | مادرید                                                                |
| ۲۱:۰۰ زمان اروپای مرکزی | کروس ۱۴' '۲۹ · بنزما ۳۸' · | گزارش | بالیو '۴۵ · کومسانیا '۶۸ · فالکائو ۷۶' · | ورزشگاه: سانتیاگو برنابئو تماشاگران: ۴۳۲۸۳ داور: پابلو گونزالس فوئرتس |

| ۲۱ نوامبر ۲۰۲۱ ۱۳       | گرانادا                               | ۱–۴   | رئال مادرید                                                   | گرانادا                                                                       |
| ۱۶:۱۵ زمان اروپای مرکزی | سوارز ۳۴' · مونتورو '۶۲ · مونچو '۶۷ · | گزارش | آسنسیو ۱۹' · ناچو ۲۵' · وینیسیوس ۵۶' · مندی ۷۶' · ایسکو '۸۰ · | ورزشگاه: ورزشگاه جدید لوس کارمنس تماشاگران: ۱۷,۴۶۰ داور: خوان مارتینز مونوئرا |

| ۲۸ نوامبر ۲۰۲۱ ۱۴       | رئال مادرید                                                              | ۲–۱   | سویا                                                    | مادرید                                                                    |
| ۲۱:۰۰ زمان اروپای مرکزی | بنزما ۳۲' · کروس '۶۱ · دنی کارواخال '۶۹ · وینیسیوس ۸۷' · کازمیرو '۲+۹۰ · | گزارش | رافا میر ۱۲' · آکونیا '۳۴ · مونتیل '۵۵ · اوکامپوس '۸۴ · | ورزشگاه: سانتیاگو برنابئو تماشاگران: ۴۵۲۸۱ داور: خوزه ماریا سانچز مارتینز |

| ۱ دسامبر ۲۰۲۱ ۱۵ | رئال مادرید                            | ۱–۰   | اتلتیک بیلبائو                   | مادرید                                                                       |
| ۲۱:۰۰ زمان اروپای مرکزی | بنزما ۴۰' · مودریچ '۶۸ · کازمیرو '۷۷ · | گزارش | ساراگا '۳۱ لکوئه '۴۳ ویلیامز '۷۷ | ورزشگاه: سانتیاگو برنابئو تماشاگران: ۳۳۶۲۷ داور: ایسیدرو دیاز د مرا اسکودروس |
| یادداشت: این مسابقه که در ابتدا برای ۱۷ اکتبر ۲۰۲۱ برنامه ریزی شده بود، به دلیل برگزاری مقدماتی جام جهانی فوتبال ۲۰۲۲ در آمریکای جنوبی به تعویق افتاد. |                                        |       |                                  |                                                                              |

| ۴ دسامبر ۲۰۲۱ ۱۶        | رئال سوسیداد            | ۰–۲   | رئال مادرید                | سن سباستین                                                      |
| ۲۱:۰۰ زمان اروپای مرکزی | زوبلدیا '۲۶ یانوزای '۶۰ | گزارش | وینیسیوس ۴۷' · یوویچ ۵۷' · | ورزشگاه: ورزشگاه آنوئتا تماشاگران: ۳۵۷۶۵ داور: خسوس خیل مانزانو |

| ۱۲ دسامبر ۲۰۲۱ ۱۷       | رئال مادرید                                     | ۲–۰   | اتلتیکو مادرید                     | مادرید                                                              |
| ۲۱:۰۰ زمان اروپای مرکزی | بنزما ۱۶' · مندی '۴۵ · آسنسیو ۵۷' · آلابا '۸۸ · | گزارش | فیلیپه '۳۶ کوندوگبیا '۷۵ سوارز '۸۸ | ورزشگاه: سانتیاگو برنابئو تماشاگران: ۵۱۰۲۴ داور: آنتونیو متئو لاهوز |

| ۱۹ دسامبر ۲۰۲۱ ۱۸       | رئال مادرید | ۰–۰   | کادیز    | مادرید                                                               |
| ۲۱:۰۰ زمان اروپای مرکزی | کازمیرو '۲۶ | گزارش | کالا '۶۴ | ورزشگاه: سانتیاگو برنابئو تماشاگران: ۳۸۸۱۸ داور: سانتیاگو جیمی لاتره |

| ۲۲ دسامبر ۲۰۲۱ ۱۹ | اتلتیک بیلبائو                        | ۱–۲   | رئال مادرید                                   | بیلبائو                                                         |
| ۲۱:۳۰ زمان اروپای مرکزی | سانست ۱۰' · ونسدور '۴۳ · گارسیا '۶۱ · | گزارش | بنزما ۴'، ۷' · وینیسیوس '۴۲ · کاماوینگا '۶۲ · | ورزشگاه: ورزشگاه سن مامس تماشاگران: ۴۲۷۲۲ داور: سزار سوتو گرادو |
| یادداشت: این مسابقه در ابتدا برای ژانویه ۲۰۲۲ برنامه ریزی شده بود، اما به دلیل شرکت هر دو تیم در سوپرکاپ اسپانیا به عقب کشیده شد. |                                       |       |                                               |                                                                 |

| ۲ ژانویه ۲۰۲۲ ۲۰                       | ختافه                                                  | ۱–۰   | رئال مادرید             | ختافه، اسپانیا                                                               |
| ۱۵:۰۰ زمان اروپای مرکزی (یوتی‌سی ۱:۰۰+) | اونال ۹' · سوارز '۵۶ · آرامباری '۸۲ · اولیویرا '۶+۹۰ · | گزارش | رودریگو '۲۱ کازمیرو '۸۷ | ورزشگاه: ورزشگاه کولیسیوم آلفونسو پرز تماشاگران: ۱۱۸۹۰ داور: ماریو ملرو لوپز |

| ۸ ژانویه ۲۰۲۲ ۲۱ | رئال مادرید                                                                      | ۴–۱   | والنسیا                                             | مادرید                                                                    |
| ۲۲:۰۰ زمان اروپای مرکزی (یوتی‌سی ۱:۰۰+) | کازمیرو '۱۴ · میلیتائو '۲۶ · بنزما ۴۳' (پنالتی) · وینیسیوس ۵۲'، ۶۱' · مندی '۷۵ · | گزارش | پیچینی '۵۱ · موسی '۵۸ · گوئدس '۷۶ ۷۶' · چریشف '۸۴ · | ورزشگاه: سانتیاگو برنابئو تماشاگران: ۴۰۶۱۷ داور: الخاندرو هرناندز هرناندز |
| یادداشت: ضربه پنالتی گونسالو گوئدس را تیبو کورتوا، دروازه بان رئال مادرید مهار کرد، اما در ریباند خود گوئدس توپ را وارد دروازه کرد و تک گل والنسیا را به ثمر رساند. |                                                                                  |       |                                                     |                                                                           |

| ۲۳ ژانویه ۲۰۲۲ ۲۲                      | رئال مادرید                                                                         | ۲–۲   | الچه                                       | مادرید                                                           |
| ۱۶:۱۵ زمان اروپای مرکزی (یوتی‌سی ۱:۰۰+) | بنزما '۳۳ · میلیتائو '۵۴ ۲+۹۰' · وینیسیوس '۷۲ · مودریچ ۸۲' (پنالتی) · آلابا '۵+۹۰ · | گزارش | لوکاس بویه ۴۲' · فیدل '۵۵ · پیر میلا ۷۶' · | ورزشگاه: سانتیاگو برنابئو تماشاگران: ۳۹۷۹۶ داور: ریکاردو بنگوچیا |

| ۶ فوریه ۲۰۲۲ ۲۳                        | رئال مادرید                   | ۱–۰   | گرانادا     | مادرید                                                               |
| ۲۱:۰۰ زمان اروپای مرکزی (یوتی‌سی ۱:۰۰+) | هازارد '۶۹ · آسنسیو ۷۴' '۷۴ · | گزارش | سانچز '۲+۹۰ | ورزشگاه: سانتیاگو برنابئو تماشاگران: ۳۶۶۶۵ داور: آنتونیو ماتئو لاهوس |

| ۱۲ فوریه ۲۰۲۲ ۲۴                       | ویارئال             | ۰–۰   | رئال مادرید                                 | ویارئال                                                                       |
| ۱۶:۱۵ زمان اروپای مرکزی (یوتی‌سی ۱:۰۰+) | فویث '۲۳ آلبیول '۵۱ | گزارش | میلیتائو '۲۳ آسنسیو '۲۹ بیل '۴۵ کازمیرو '۸۸ | ورزشگاه: ورزشگاه د لا سرامیکا تماشاگران: ۱۷۸۹۴ داور: خوزه ماریا سانچز مارتینس |

| ۱۹ فوریه ۲۰۲۲ ۲۵                       | رئال مادرید                                                     | ۳–۰   | آلاوس   | مادرید                                                       |
| ۲۱:۰۰ زمان اروپای مرکزی (یوتی‌سی ۱:۰۰+) | مودریچ '۳۳ · آسنسیو ۶۳' · وینیسیوس ۸۰' · بنزما ۱+۹۰' (پنالتی) · | گزارش | لوم '۴۸ | ورزشگاه: سانتیاگو برنابئو تماشاگران: ۴۲۱۸۰ داور: خوزه مونترو |

| ۲۶ فوریه ۲۰۲۲ ۲۶                       | رایو وایکانو                                      | ۰–۱   | رئال مادرید                                         | مادرید                                                                        |
| ۱۸:۳۰ زمان اروپای مرکزی (یوتی‌سی ۱:۰۰+) | والنتین '۴۲ ترخو '۵۶ بالیو '۶۵ به‌به '۷۲ کاتنا '۷۹ | گزارش | کازمیرو '۵۸ · مندی '۶۳ · بنزما ۸۳' · سبایوس '۵+۹۰ · | ورزشگاه: ورزشگاه ترسا ریورو تماشاگران: ۹۹۵۲ داور: ایسیدرو دیاز د مرا اسکودروس |

| ۵ مارس ۲۰۲۲ ۲۷                         | رئال مادرید                                                    | ۴–۱   | رئال سوسیداد                                      | مادرید                                                             |
| ۲۱:۰۰ زمان اروپای مرکزی (یوتی‌سی ۱:۰۰+) | کاماوینگا ۴۰' · مودریچ ۴۳' · بنزما ۷۶' (پنالتی) · آسنسیو ۷۹' · | گزارش | اویارزابال ۱۰' (پنالتی) · زلدوا '۵۸ · مرینو '۸۱ · | ورزشگاه: سانتیاگو برنابئو تماشاگران: ۵۲,۴۱۰ داور: خسوس خیل مانزانو |

| ۱۴ مارس ۲۰۲۲ ۲۸                        | مایورکا                           | ۰–۳   | رئال مادرید                                                            | مایورکا                                                   |
| ۲۱:۰۰ زمان اروپای مرکزی (یوتی‌سی ۱:۰۰+) | آنخل دیاز '۳۰ رایلو '۶۹ مافئو '۷۶ | گزارش | والورده '۱۷ · وینیسیوس '۳۰ ۵۵' · وازکز '۵۲ · بنزما ۷۷' (پنالتی)، ۸۲' · | ورزشگاه: ورزشگاه سون مویکس داور: خوزه ماریا سانچز مارتینس |

| ۲۰ مارس ۲۰۲۲ ۲۹                        | رئال مادرید                                 | ۰–۴   | بارسلونا                                                                                          | مادرید                                                                 |
| ۲۱:۰۰ زمان اروپای مرکزی (یوتی‌سی ۱:۰۰+) | کروس '۲۲ مودریچ '۵۳ کاماوینگا '۸۲ وازکز '۸۸ | گزارش | ده یونگ '۲۶ · اوبامیانگ ۲۹'، ۵۱' · بوسکتس '۳۱ · آرائوخو ۳۸' · تورس ۴۷' · آلبا '۷۴ · گونزالس '۸۸ · | ورزشگاه: سانتیاگو برنابئو تماشاگران: ۶۰,۰۱۷ داور: خوان مارتینز مونوئرا |

| ۳ آوریل ۲۰۲۲ ۳۰ | سلتاویگو | v     | رئال مادرید | ویگو                      |
|                 |          | گزارش |             | ورزشگاه: ورزشگاه بالایدوس |

| ۱۰ آوریل ۲۰۲۲ ۳۱ | رئال مادرید | v     | ختافه | مادرید                    |
|                  |             | گزارش |       | ورزشگاه: سانتیاگو برنابئو |

| ۱۷ آوریل ۲۰۲۲ ۳۲ | سویا | v     | رئال مادرید | سویل                                 |
|                  |      | گزارش |             | ورزشگاه: ورزشگاه رامون سانچز پیس‌خوان |

| ۲۰ آوریل ۲۰۲۲ ۳۳ | اوساسونا | v     | رئال مادرید | پامپلونا                       |
|                  |          | گزارش |             | ورزشگاه: ورزشگاه رینو د ناوارا |

| ۱ مه ۲۰۲۲ ۳۴ | رئال مادرید | v     | اسپانیول | مادرید                    |
|              |             | گزارش |          | ورزشگاه: سانتیاگو برنابئو |

### کوپا دل ری
| ۵ ژانویه ۲۰۲۲ یک هشتم                  | آلکویانو                                      | ۱–۳   | رئال مادرید                                                                          | آلکوی                                                              |
| ۲۲:۳۰ زمان اروپای مرکزی (یوتی‌سی ۱:۰۰+) | کربنل '۵۰ · هوانان '۵۵ · وگا ۶۶' · فریس '۷۰ · | گزارش | میلیتائو ۳۹' · کاماوینگا '۵۸ · آسنسیو ۷۶' · خوزه خوان ۷۸' (گل‌به‌خودی) · رودریگو '۸۰ · | ورزشگاه: ورزشگاه ال کولائو تماشاگران: ۴۸۵۰ داور: آدریان کوردرو وگا |

| ۲۰ ژانویه ۲۰۲۲ یک هشتم                 | الچه                            | ۱–۲ (و.ا.) | رئال مادرید                                                                   | الچه                                                    |
| ۱۹:۰۰ زمان اروپای مرکزی (یوتی‌سی ۱:۰۰+) | پیر میلا '۸۷ '۱۲۰ · وردو ۱۰۳' · | گزارش      | کروس '۷۸ · کازمیرو '۸۷ · آلابا '۸۷ · مارسلو '۱۰۲ · ایسکو ۱۰۸' · هازارد ۱۱۵' · | ورزشگاه: ورزشگاه مانوئل مارتینز والرو داور: خورخه وازکز |

| ۳ فوریه ۲۰۲۲ یک چهارم                  | اتلتیک بیلبائو                                         | ۱–۰   | رئال مادرید         | بیلبائو                                                          |
| ۲۱:۳۰ زمان اروپای مرکزی (یوتی‌سی ۱:۰۰+) | د.گارسیا '۴۲ · د مارکوس '۶۷ · برچیچه '۶۸ · برنگر ۸۹' · | گزارش | کروس '۲۴ مودریچ '۵۹ | ورزشگاه: ورزشگاه سن مامس تماشاگران: ۳۸۷۵۰ داور: خسوس خیل مانزانو |

### سوپر کاپ اسپانیا
رئال مادرید در مرحله یک هشتم نهایی وارد این تورنمنت شد و به سوپرکاپ اسپانیا در فصل ۲۲–۲۰۲۱ راه یافت.
| ۱۲ ژانویه ۲۰۲۲ نیمه نهایی              | بارسلونا                                       | ۲–۳ (و.ا.) | رئال مادرید                                                | جده، عربستان سعودی                                               |
| ۲۰:۰۰ زمان اروپای مرکزی (یوتی‌سی ۱:۰۰+) | تورس '۲۳ · دی یونگ ۴۱' · آلوز '۵۱ · فاتی ۸۳' · | گزارش      | وینیسیوس ۲۵' · بنزما ۷۲' · کازمیرو '۷۵ · والورده ۹۸' '۹۹ · | ورزشگاه: ورزشگاه ملک عبدالله تماشاگران: ۳۵،۰۰۰ داور: خوزه مونترو |

| ۱۶ ژانویه ۲۰۲۲ فینال                                       | اتلتیک بیلبائو                                   | ۰–۲   | رئال مادرید                                      | جده، عربستان سعودی                                                  |
| ۱۹:۳۰ زمان اروپای مرکزی (یوتی‌سی ۱:۰۰+)                     | دنی گارسیا '۷۷ · رائول گارسیا '۸۹ · آلوارز '۹۰ · | گزارش | مودریچ ۳۸' · بنزما ۵۲' (پنالتی) · میلیتائو '۸۷ · | ورزشگاه: ورزشگاه ملک عبدالله تماشاگران: ۳۰۰۰۰ داور: سزار سوتو گرادو |
| یادداشت: ضربه پنالتی رائول گارسیا را تیبو کورتوا مهار کرد. |                                                  |       |                                                  |                                                                     |

### لیگ قهرمانان اروپا

#### مرحله گروهی
قرعه کشی مرحله گروهی در ۲۶ اوت ۲۰۲۱ برگزار شد.
| رتبه | تیم           | بازی | ب | م | ش | گ‌ز | گ‌خ | ت‌گ  | ام | راه‌یابی             |
| ---- | ------------- | ---- | - | - | - | -- | -- | --- | -- | ------------------- |
| ۱    | رئال مادرید   | ۶    | ۵ | ۰ | ۱ | ۱۴ | ۳  | ۱۱+ | ۱۵ | صعود به مرحله حذفی  |
| ۲    | اینتر میلان   | ۶    | ۳ | ۱ | ۲ | ۸  | ۵  | ۳+  | ۱۰ | صعود به مرحله حذفی  |
| ۳    | شریف تیراسپول | ۶    | ۲ | ۱ | ۳ | ۷  | ۱۱ | ۴–  | ۷  | انتقال به لیگ اروپا |
| ۴    | شاختار دونتسک | ۶    | ۰ | ۲ | ۴ | ۲  | ۱۲ | ۱۰– | ۲  |                     |

منبع: قوانین یوفا برای طبقه بندی گروهی
| ۱۵ سپتامبر ۲۰۲۱ ۱                               | اینتر         | ۰–۱   | رئال مادرید               | میلان، ایتالیا                                          |
| ۲۱:۰۰ ساعت تابستانی اروپای مرکزی (یوتی‌سی ۱:۰۰+) | مارتینس '۱+۴۵ | گزارش | آلابا '۶۰ · رودریگو ۹۰' · | ورزشگاه: سن سیرو تماشاگران: ۳۷،۰۸۲ داور: دانیل سیبرت () |

| ۲۸ سپتامبر ۲۰۲۱ ۲                               | رئال مادرید                                    | ۱–۲   | شریف تیراسپول                                                               | مادرید، اسپانیا                                                 |
| ۲۱:۰۰ ساعت تابستانی اروپای مرکزی (یوتی‌سی ۱:۰۰+) | کازمیرو '۲۹ · بنزما ۶۵' (پنالتی) · یوویچ '۶۹ · | گزارش | آربولدا '۱۷ · یاهشیبوئف ۲۵' · آدو '۴۵ · دولانتو '۴۶ · سباستین تیل ۸۹' '۹۰ · | ورزشگاه: سانتیاگو برنابئو تماشاگران: ۲۴،۵۲۲ داور: لارنس ویسر () |

| ۱۹ اکتبر ۲۰۲۱ ۳                                | شاختار دونتسک | ۰–۵   | رئال مادرید                                                              | کی یف، اوکراین                                                |
| ۲۲:۰۰ ساعت تابستانی اروپای شرقی (یوتی‌سی ۳:۰۰+) | آنتونیو '۴۶   | گزارش | کریوتسف ۳۷' (گل‌به‌خودی) · وینیسیوس ۵۱'، ۵۶' · رودریگو ۶۴' · بنزما ۱+۹۰' · | ورزشگاه: المپیسکی تماشاگران: ۳۴،۰۳۷ داور: اسردان یووانوویچ () |

| ۳ نوامبر ۲۰۲۱ ۴                        | رئال مادرید                               | ۲–۱   | شاختار دونتسک                 | مادرید، اسپانیا                                                |
| ۱۸:۴۵ زمان اروپای مرکزی (یوتی‌سی ۱:۰۰+) | بنزما ۱۴'، ۶۱' · مندی '۳۹ · کازمیرو '۶۳ · | گزارش | فرناندو ۳۹' · دنتینیو '۳+۹۰ · | ورزشگاه: سانتیاگو برنابئو تماشاگران: ۳۸۱۰۵ داور: بنو باستین () |

| ۲۴ نوامبر ۲۰۲۱ ۵                      | شریف تیراسپول        | ۰–۳   | رئال مادرید                                  | تیراسپول، مولداوی                                              |
| ۲۲:۰۰ زمان اروپای شرقی (یوتی‌سی ۲:۰۰+) | فرناندو کاستانزا '۲۸ | گزارش | مندی '۳ · آلابا ۳۰' · کروس ۴۵' · بنزما ۵۵' · | ورزشگاه: ورزشگاه شریف تماشاگران: ۵۹۳۲ داور: شیمون مارسینیاک () |

| ۷ دسامبر ۲۰۲۱ ۶                        | رئال مادرید                            | ۲–۰   | اینتر                                    | مادرید، اسپانیا                                                |
| ۲۱:۰۰ زمان اروپای مرکزی (یوتی‌سی ۱:۰۰+) | کروس ۱۷' · میلیتائو '۶۴ · آسنسیو ۷۹' · | گزارش | دمبروزیو '۵۴ · بارلا '۶۴ · باستونی '۷۴ · | ورزشگاه: سانتیاگو برنابئو تماشاگران: ۴۶۸۸۷ داور: فلیکس بریچ () |

#### مرحله حذفی

##### ۱/۸ نهایی
قرعه کشی مرحله یک هشتم نهایی در ۱۳ دسامبر ۲۰۲۱ برگزار شد.
| ۱۵ فوریه ۲۰۲۲ رفت                                       | پاری سن-ژرمن                                                                       | ۱–۰   | رئال مادرید                                   | پاریس، فرانسه                                                         |
| ۲۲:۰۰ زمان اروپای مرکزی (یوتی‌سی ۱:۰۰+)                  | وراتی '۴۰ · پریرا '۶۲ · لیونل مسی '۶۲ · کیمپمبه '۸۱ · پاردس '۱+۹۰ · امباپه ۴+۹۰' · | گزارش | کازمیرو '۳۷ میلیتائو '۵۲ مندی '۵۷ رودریگو '۸۳ | ورزشگاه: ورزشگاه پارک ده پرنس تماشاگران: ۴۷۴۴۳ داور: دنیله اورساتو () |
| یادداشت: ضربه پنالتی لیونل مسی را تیبو کورتوا مهار کرد. |                                                                                    |       |                                               |                                                                       |

| ۹ مارس ۲۰۲۲ برگشت                           | رئال مادرید                                                              | ۳–۱   | پاری سن-ژرمن                                                     | مادرید، اسپانیا                                                |
| ۲۱:۰۰ زمان اروپای مرکزی (یوتی‌سی ۱:۰۰+)      | ناچو '۴۳ · وینیسیوس '۴۴ · کارواخال '۶۰ · بنزما ۶۱' ۷۶َ' ۷۸' · وازکز '۸۸ · | گزارش | پاردس '۷ · امباپه ۳۹' · دوناروما '۶۱ · حکیمی '۸۱ · کیمپمبه '۸۳ · | ورزشگاه: سانتیاگو برنابئو تماشاگران: ۵۹،۸۹۵ داور: دنی ماکلی () |
| یادداشت: رئال مادرید در مجموع 3–2 پیروز شد. |                                                                          |       |                                                                  |                                                                |

##### ۱/۴ نهایی
قرعه کشی مرحله یک چهارم نهایی در ۱۸ مارس ۲۰۲۲ برگزار شد.
| ۶ آوریل ۲۰۲۲ رفت                       | چلسی | 3-1   | رئال مادرید | لندن، انگلستان                 |
| ۲۰:۰۰ زمان اروپای مرکزی (یوتی‌سی ۱:۰۰+) |      | گزارش |             | ورزشگاه: ورزشگاه استمفورد بریج |

| ۱۲ آوریل ۲۰۲۲ برگشت                    | رئال مادرید | 3-2   | چلسی | مادرید، اسپانیا           |
| ۲۱:۰۰ زمان اروپای مرکزی (یوتی‌سی ۱:۰۰+) |             | گزارش |      | ورزشگاه: سانتیاگو برنابئو |